# Derek Asamoah
Derek Asamoah (Accra, 1º maggio 1981) è un calciatore ghanese, attaccante dell'Haringey Borough.

## Caratteristiche tecniche
Formatosi atleticamente in Inghilterra, il suo ruolo preferito è quello di attaccante, tuttavia può ricoprire anche nella posizione di ala.

## Carriera

### Club
Ha iniziato la sua carriera professionale nel Northampton Town dove ha disputato 112 incontri, entrando spesso a partita iniziata. Nella stagione 2004-2005 passa al Mansfield Town e dopo una brusca rottura con la dirigenza viene ceduto al Lincoln City, dove disputerà 35 partite prima di essere ceduto in prestito nel maggio 2006 al Chester City.
Nella stagione 2006-2007 viene ingaggiato dal Shrewsbury Town dove totalizzerà 39 presenze e 10 reti trascinando la squadra al settimo posto della Football League Two.
Nel calciomercato estivo del 2007 si trasferisce dall'Inghilterra per approdare nel campionato francese vestendo la maglia del Nizza. Dopo due stagioni senza presenze nel squadra della Costa Azzurra, passa alla neopromossa Hamilton Academical con cui disputa tre incontri nel campionato scozzese 2008-2009.
Al termine della stagione abbandona la Scozia per la Bulgaria, dove veste la maglia della Lokomotiv Sofia.

### Nazionale
L'esordio nella nazionale ghanese arriva nell'ottobre del 2006 quando Le Stelle Nere (The Black Stars) hanno partecipato ad un torneo amichevole con il Giappone e la Corea del Sud.

## Palmarès

### Club

#### Competizioni nazionali
- Coppa di Corea: 1

Pohang Steelers: 2012